# Hyposmocoma argyresthiella
Hyposmocoma argyresthiella  (лат.) — вид моли эндемичного гавайского рода Hyposmocoma подрода Euperissus.

## Распространение
Встречается на островах Кауаи, Оаху, Молокаи и Гавайи.

## Описание
Бабочки с размахом крыльев 10-13 мм. Голова и грудь ярко-оранжево-охристые. Передние крылья ярко-оранжево-охристые, с буроватым оттенком вдоль передней половины крыла. Задние крылья и бахрома по заднему их краю блестящие, бледно-серые. Брюшко сероватое. Ноги бледно-сероватые, с коричневатыми буроватыми перевязями на лапках. Гусеница моли плетёт шёлковый кокон, обитает в горах во мху.